# ジョッティーノ
ジョッティーノ(Giottino)として知られる、トマーソ・ディ・ステファーノ（Tommaso di Stefano、名は Masoとも、1324年頃 - 1372年）はイタリアの画家である。有名な画家、ジョット・ディ・ボンドーネ（1267年頃-1337年)のスタイルの継承者であった事から、「ジョッティーノ(小ジョット)」と呼ばれた。

## 概要
ジョッティーノの記録は主に16世紀のジョルジョ・ヴァザーリの著書「画家・彫刻家・建築家列伝」などに基づいているが現代の研究では、同時期の画家たちとの混同が見られるとされている。フィレンツェの生まれで、父親とされるフィレンツェのステファーノ(Stefano Fiorentino: 1301年–1350年)もジョットに影響を受けた画家であったとされるが、確実に父親の作品とされる作品は残されていない。父親から絵を学び、父親の助言でジョットの作品を学んだとされる。
ヴァザーリらはフィレンツェのサンタ・クローチェ聖堂礼拝堂のバルディ家霊廟の壁画などをジョッティーノの作品だとしていたが、現在ではマーゾ・ディ・バンコの作品とされている。
1356年頃の作品で現在ヴェネツィアのアカデミア美術館に収蔵されている聖人と聖母子を描いた作品と、1360年代の作品でフィレンツェのサン・レミジオ聖堂に置かれ、1851年にウフィツィ美術館に移された「サン・レミジオのピエタ」がジョッティーノの作品として知られている。

## 作品

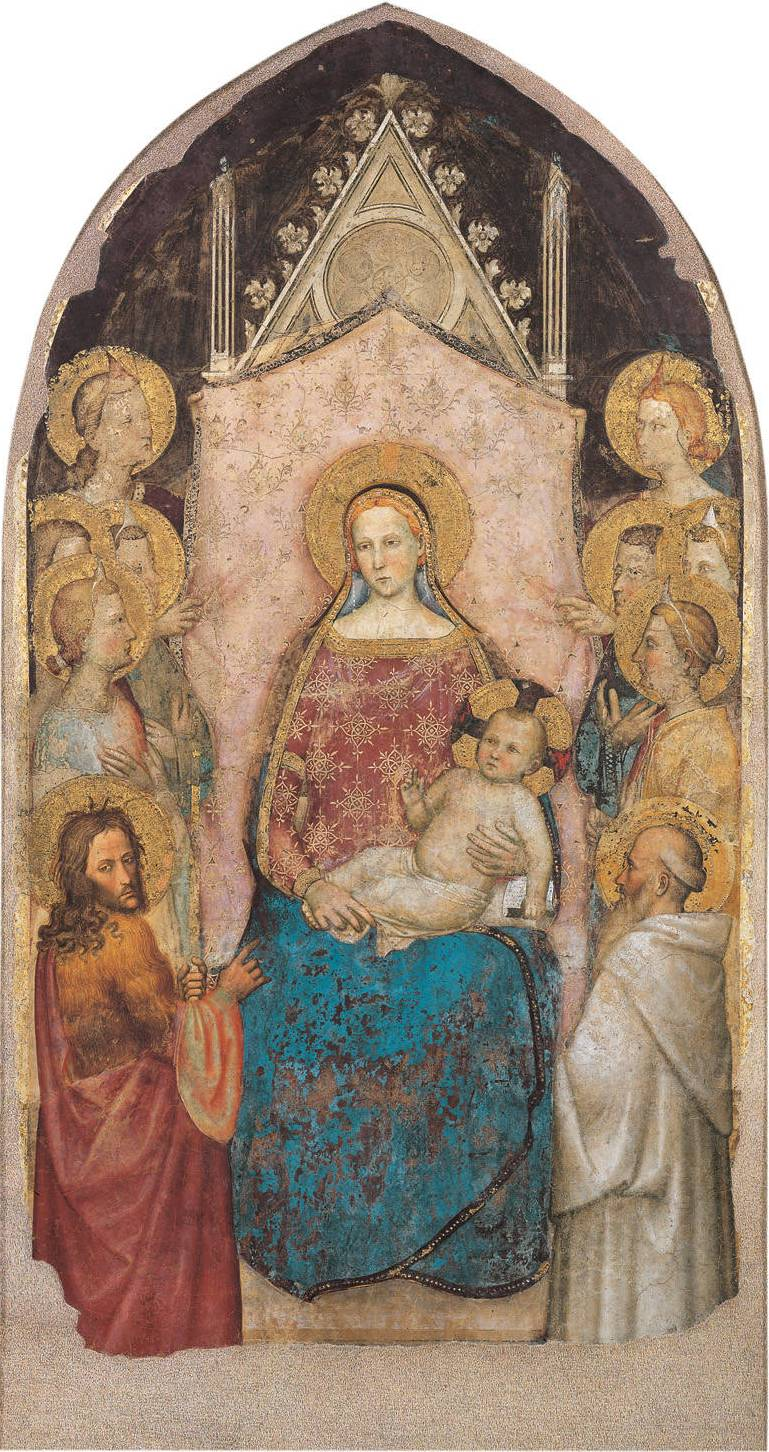
聖人とエンジェルと聖母子 アカデミア美術館 蔵
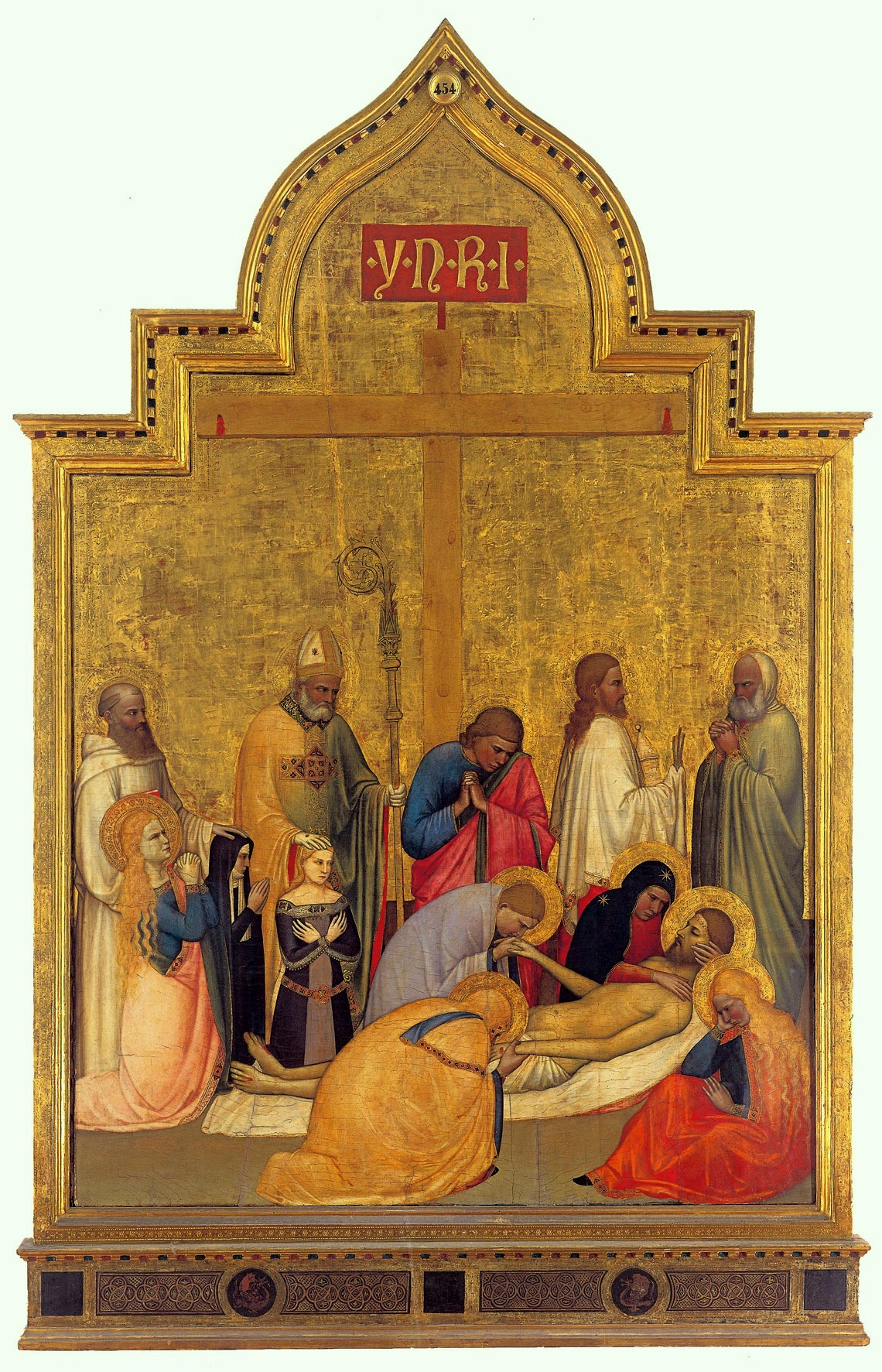
「サン・レミジオのピエタ」 ウフィツィ美術館 蔵